# ژانگ زینینگ
ژانگ زینینگ (انگلیسی: Zhang Zining؛ زادهٔ ۹ مارس ۱۹۹۶) خوانندگی اهل چین است.